# Serge Marquand
Pour les articles homonymes, voir Marquand.
Serge Marquand est un acteur et producteur français né le 12 mars 1930 à Marseille et mort le 4 septembre 2004 à Paris 10e d'une leucémie aiguë. 
Souvent employé comme second rôle dans des personnages de malfrats ou de bandits, il apparaît aussi dans différentes fictions télévisées entre 1965 et l'an 2000. 
Parmi sa filmographie, on peut retenir certains longs-métrages notables, parmi lesquels Pleins Feux sur l'assassin (1960) de Georges Franju, Les Trois Mousquetaires, Les Ferrets de la reine et La Revanche de Milady (1961) de Bernard Borderie, Tintin et le Mystère de La Toison d'or de Jean-Jacques Vierne (1961), Angélique marquise des anges et Merveilleuse Angélique (1964) de Bernard Borderie, Compartiment tueurs (1964) de Costa-Gavras, Barbarella (1968) de Roger Vadim, Dernier Domicile connu (1970) de José Giovanni, Le Train (1973) de Pierre Granier-Deferre, Rosebud d'Otto Preminger (1974), Section spéciale (1974) de Costa-Gavras, Police Python 357 (1975) d'Alain Corneau, Quartet (1981) de James Ivory ou encore Frankenstein 90 (1984) d'Alain Jessua.

## Vie Privée
Il est le frère de Nadine Trintignant et de Christian Marquand. Il est aussi l'oncle de Marie Trintignant et de Vincent Trintignant et le grand-oncle de Roman Kolinka et de Jules Benchetrit.

## Filmographie

### Acteur

#### Cinéma
- 1959 : Les Liaisons dangereuses 1960 de Roger Vadim : un skieur
- 1959 : Et mourir de plaisir de Roger Vadim : Giuseppe
- 1960 : Pleins Feux sur l'assassin de Georges Franju : Yvan
- 1960 : La Bride sur le cou de Roger Vadim : Prince
- 1961 : Le Reflux de Paul Gégauff (sortie Province uniquement)
- 1961 : Les Trois Mousquetaires, en deux époques, Les Ferrets de la reine et La Revanche de Milady de Bernard Borderie
- 1961 : Tintin et le Mystère de La Toison d'or de Jean-Jacques Vierne : le facteur
- 1961 : Les Parisiennes, sketch "Ella" de Jacques Poitrenaud : Le chauffeur de taxi
- 1961 : Ça c'est la vie de Claude Choublier
- 1962 : L'Abominable Homme des douanes de Marc Allégret
- 1963 : Le Vice et la Vertu de Roger Vadim
- 1963 : Les Bricoleurs de Jean Girault
- 1963 : Le Tout pour le tout de Patrice Dally
- 1963 : Les Grands Chemins de Christian Marquand : le garagiste à Bellecourt
- 1963 : Méfiez-vous, mesdames (Un monsieur bien sous tous rapports) d'André Hunebelle : Paulo
- 1963 : La Mort d'un tueur de Robert Hossein
- 1963 : La Ronde de Roger Vadim
- 1964 : Angélique marquise des anges de Bernard Borderie : Jactance
- 1964 : Merveilleuse Angélique de Bernard Borderie
- 1964 : Les Chercheurs d'or de l'Arkansas (Die Goldsucher von Arkansas) de Paul Martin et Franz Josef Gottlieb
- 1964 : Compartiment tueurs de Costa-Gavras
- 1965 : Le Chant du monde de Marcel Camus
- 1965 : Les Aigles noirs de Santa Fé (Die schwarzen Adler von Santa Fe) d'Ernst Hofbauer et Alberto Cardone
- 1966 : Trois Cavaliers pour Fort Yuma (Per pochi dollari encora) de Giorgio Ferroni
- 1966 : Wanted de Giorgio Ferroni
- 1967 : Trahison à Stockholm (Rapporto Fuller, base Stoccolma) de Sergio Grieco
- 1968 : Barbarella de Roger Vadim : Capitaine  Sun
- 1968 : Histoires extraordinaires, sketch "Metzengerstein" de Roger Vadim
- 1968 : Negresco (Negresco – Eine tödliche Affaire) de Klaus Lemke (de)
- 1968 : Une corde, un colt de Robert Hossein
- 1968 : Le Bâtard (I bastardi) de Duccio Tessari
- 1968 : Le Voleur de crimes de Nadine Trintignant
- 1969 : La Maison de campagne de Jean Girault
- 1969 : Le Spécialiste (Gli specialisti) de Sergio Corbucci
- 1970 : Dernier Domicile connu de José Giovanni
- 1971 : Les Stances à Sophie, de Moshé Mizrahi
- 1971 : Ça n'arrive qu'aux autres de Nadine Trintignant
- 1971 : What a Flash! de Jean-Michel Barjol
- 1972 : Les Gants blancs du diable de László Szabó
- 1973 : Le Train de Pierre Granier-Deferre : le moustachu
- 1973 : Défense de savoir de Nadine Trintignant
- 1974 : Le Passager (Caravan to Vaccares) de Geoffrey Reeve
- 1974 : Le Jeu avec le feu d'Alain Robbe-Grillet
- 1974 : Rosebud d'Otto Preminger
- 1974 : Section spéciale de Costa-Gavras : l'aide bourreau André Obrecht
- 1975 : Les Lolos de Lola de Bernard Dubois
- 1975 : Il pleut sur Santiago d'Helvio Soto
- 1975 : Police Python 357 d'Alain Corneau : le rouquin (Tenancier du bar)
- 1975 : Attention les yeux ! de Gérard Pirès : le mercenaire
- 1975 : Le Voyage de noces de Nadine Trintignant
- 1976 : Une femme fidèle de Roger Vadim
- 1978 : Les Raisins de la mort de Jean Rollin
- 1978 : Le Maître nageur de Jean-Louis Trintignant (+ production)
- 1978 : La Ville à prendre de Patrick Brunie
- 1979 : Au-delà de la gloire (The Big Red One) de Samuel Fuller
- 1980 : Une femme au bout de la nuit de Daniel Treda
- 1980 : Quartet (Quartet) de James Ivory
- 1981 : Boulevard des assassins de Boramy Tioulong
- 1981 : Les Îles d'Iradj Azimi
- 1983 : Premiers désirs de David Hamilton
- 1984 : Frankenstein 90 d'Alain Jessua
- 1984 : L'Été prochain de Nadine Trintignant
- 1984 : Adieu blaireau de Bob Decout : le patron du "Carré d'As"
- 1986 : Chère canaille de Stéphane Kurc (inédit en salles)
- 1986 : Grand guignol de Jean Marbœuf
- 1988 : La Maison de jade de Nadine Trintignant
- 1989 : Antonin d'Yves Caumon (court-métrage)
- 1992 : Krapatchouk d'Enrique Gabriel

#### Télévision
- 1965 : Vive la vie de Joseph Drimal : Antoine, le "valet de chambre"
- 1965 : Le Mystère de la chambre jaune de Jean Kerchbron  : Le garde
- 1966 : Corsaires et Flibustiers de Claude Barma (feuilleton télévisé)
- 1967 : Le Golem (du roman de Gustav Meyrink), téléfilm de Jean Kerchbron : Frieslander
- 1969 : Les Eaux mêlées de Jean Kerchbron
- 1988 : Haute Sécurité de Jean-Pierre Bastid
- 1988 : Anges et Loups (feuilleton TV) : Gondo
- 1988 : La Grande Évasion 2 (The Great Escape II: The Untold Story) de Paul Wendkos et Jud Taylor
- 1991-1992 : Nestor Burma (série télévisée) : Marc Covet
- 1998 : Le Comte de Monte-Cristo de Josée Dayan
- 2000 : Victoire, ou la douleur des femmes (feuilleton TV) : Le père d'Arnaud

### Assistant-réalisateur
- 1959 : Les Liaisons dangereuses 1960 de Roger Vadim
- 1972 : Une journée bien remplie de Jean-Louis Trintignant

### Producteur délégué
- 1979 : Le Soleil en face de Pierre Kast

## Théâtre
- 1960 : Le Comportement des époux Bredburry de François Billetdoux, mise en scène de l'auteur, Théâtre des Mathurins
- 1963 : Six Hommes en question de Frédéric Dard & Robert Hossein, mise en scène Robert Hossein, Théâtre Antoine